# Heterosaccus gongylus
Heterosaccus gongylus is een krabbezakjessoort uit de familie van de Sacculinidae. De wetenschappelijke naam van de soort is voor het eerst geldig gepubliceerd in 1962 door Boschma.